# Les Végétaloufs dans la place
Les Végétaloufs dans la place (VeggieTales in the House) est une série télévisée d'animation américaine en 52 épisodes de 22 minutes, diffusée entre le 26 novembre 2014 et le 23 septembre 2016 via le réseau de streaming Netflix.

## Fiche technique
Sauf indication contraire, les informations mentionnées dans cette section peuvent être confirmées par la base de données cinématographiques IMDb,  présente dans la section « Liens externes ».
- Titre original : VeggieTales in the House
- Titre français : Les Végétaloufs dans la place
- Création : Phil Vischer et Mike Nawrocki
- Réalisation : Tim Hodge, Craig George, Brian Roberts et Bill Breneisen
- Scénario : Ethan Nicolle, Eric Branscum, Phil Vischer, Michael J. Nelson et Wes Halula
- Décors : Elena Ceballos et Olivia Ceballos
- Casting : Ania Kamieniecki-O'Hare
- Montage : John Soares
- Musique : Terry Taylor, Robert Watson et Scott Krippayne (en)
- Production : Chris Neuhahn et Randy Dormans
  - Production exécutive : Tini Wider, Douglas TenNapel et Rachel Curet
- Sociétés de production : DreamWorks Animation Television, Big Idea Entertainment (en), Bardel Entertainment
- Pays d'origine :  États-Unis
- Langue originale : anglais
- Genre : série d'animation, comédie
- Nombre d'épisodes : 52 (4 saisons)
- Durée : 22 minutes (2 x 11)
- Dates de première diffusion :
  - États-Unis et France : 26 novembre 2014

## Distribution

### Voix originales
- Phil Vischer : Bob the Tomato / Pa Grape / Jimmy Gourd / Philippe Pea / Mr Lunt / Archibald Asparagus / Granny Asparagus / Rooney the Olive Dog
- Mike Nawrocki : Larry the Cucumber / Jerry Gourd / Jean-Claude Pea
- Tress MacNeille : Petunia Rhubarb / Laura Carrot / Junior Asparagus / Mme Blueberry (Mme Myrtille) / Tina Celery / Lisa Asparagus
- Rob Paulsen : Ichabeezer (Rastibougon) / Motato / capitaine Mike Asparagus / Bacon Bill / Tom Celeriac

### Voix françaises
- Jean-Claude Donda : Bob la tomate / Larry le concombre / Papa raisin / Rastibougon la courgette / Jimmy et Jerry les courges / Archibald l'asperge
- Camille Donda: Pétunia la rhubarbe / Laura la carotte / Junior l'asperge
- Barbara Beretta : Mme Myrtille le bleuet / Lisa l'asperge / Grand-mère Asperge
- Marie-Charlotte Leclaire : Tina le céleri
- Paolo Domingo : Mike l'asperge / M. Lunt la courge / Philippe et Jean-Claude les petits pois / les radis
- Olivier Podesta : Bill Bacon
- Daniel Beretta : Motato la pomme de terre
- Benjamin Bollen : Prénosaurus
- Zina Khakhoulia : Fleur de chou

 Source et légende : version française (VF) sur RS Doublage

## Production
La série a été annoncée en mars 2014 comme partie d'un accord entre Netflix et DreamWorks Animation, accord sous lequel le studio développera plus de 300 heures de programmation exclusivement pour le service en ligne. Trois saisons ont été initialement commandées pour un total de 75 épisodes de 22 minutes.

## Épisodes
Chaque épisode est divisé en deux segments de 11 minutes.

### Première saison (2014-2015)
Un premier bloc de cinq épisodes a été mis en ligne à partir du 26 novembre 2014, un deuxième le 30 janvier 2015 et le troisième et dernier le 17 avril 2015.
1. Petits chiens et poissons / Désolé, c'est fermé (Puppies & Guppies / Sorry We're Closed Today)
2. Bob et sa super moustache / Bob et Larry se fâchent (Bob & The Awesome Frosting Mustache / Bob and Larry: Gettin' Angry)
3. Bob a mauvaise haleine / Troc de colocs (Bob's Bad Breath / Trading Places)
4. Le Pactole de Jimmy et Jerry / Chaud devant ! (Jimmy & Jerry are Rich / Feelin Hot, Hot, Hot)
5. Laura, batteuse en herbe / Tarte à la grimace (Laura at Bat / Pie Fight!)
6. Le Fils de papa Raisin / La Main verte de Larry (Pa Grape's Son / Larry's Cardboard Thumb)
7. Complètement gong / Les loulous sont partout (The Gong Heard Round the House / When the Dust Bunnies Came to Town)
8. La Liste de souhaits / Un don pour le chant (The Bucket List / A Gift for Singing)
9. Bidonnade / Construction de forts (Lie-Monade / Let's Build A Fort)
10. Bacon et glace / Le Code d'honneur de Super Larry (Bacon and Ice Cream / For the Honor of LarryBoy)
11. Le Voleur d'anniversaire / Le Bisorange domestique (The Birthday Thief / Junior Gets a Pet)
12. Le Plus Cool des concombres / Une fortune en BD (Cool as a Cucumber / The Rich Young Comic Ruler)
13. Popcorntastrophe / Junior, ce héros (Popcorntastrophe / Junior Jetpack)
14. L'Aristo-monstre / Toi, moi et mini-pois (Monster Manners / You, Me & Tiny Pea)
15. Jenna Ciboulette la starlette / Capitaine Barbe Larry (Jenna Chive Live / Captain LarryBeard)

### Deuxième saison (2015)
La seconde saison est mise en ligne sur Netflix le 25 septembre 2015.
1. La Quête de la glace au chewing-pomme / La Fille qui parlait aux poissons (The Great Ice Cream Chase / The Guppy Whisperer)
2. Agités du bocal / Pirates du potager (The Silly Ray / The Camp Out)
3. Monster truck livreur de fleurs / Votez pour Archibald (Monster Truck Flower Delivery / Vote for Archibald)
4. Flics de choc / Le Rhumoquet (Ready for Action / Sickabeezer)
5. Plant-démonium / Duo de choc (Plant-demonium / DUO Day)
6. La Leçon de vélo / C'est toi le chat (Mayoral Bike Lessons / It)
7. Fleur de chou / Le Monde des pleurnichards (Callie Flower / World of Whiners)
8. Les Deux anniversaires / La Terreur de l'école (Two Birthdays / Playground Tales)
9. Espacetato / Besoin de reconnaissance (Spacetato / Starved for Attention)
10. Les Imposteurs / L'Échange (The Imposters / Place Trading)
11. Pas de panique / M. Ratetoubougon à la batte (Locked Out / Coach Ichabeezer)

### Troisième saison (2016)
La troisième saison est mise en ligne sur Netflix le 25 mars 2016.
1. M. Pois n'a peur de rien / L'Adieu de M. Rastibougon (Scaredy Cat Bootcamp / Ichabeezer Moves Out)
2. Réactions en chaîne / Meilleurs amis pour la vie (The Missing Jetpack / Bacon vs. Tomato)
3. La Punition de Motato / Copain de compet (Motato Gets a Job / Pet Day)
4. Tous fous de Jenna / Désunis (Blueberry's Tickets / A Club Divided)
5. L'Agence de baby-sitting pour animaux / Super Laura (Laura's Animal Babysitting Service / Rise of Night Pony)
6. Le Preneurosaure / Le Tableau (Takeasaurus / The Painting)
7. Papi Rastibougon / Un amour de homard (Ichabeezer's Granddaughter / Gone Lobster)
8. Les Lunettes de Bob / La Loi de Larry (Bob Gets Glasses / Crossing Guard)
9. Larry pot de colle / Quatre-quarts de figurine (Glued at the Hip / The Action Figure)
10. Larry sans-dent / Le Vaisseau amical (The Lost Tooth / The Companion Ship)
11. Super Jimmy / Le Larry Express (JimmyBoy / The Larry Express!)
12. Larry ou la belle vie / Inimitable Pétunia (Larry Lives It Up! / Petunia's Not Funny)
13. Le Grand secret / Talents cachés (The Big Secret / Madame's Soccer Skills)

### Quatrième saison (2016)
La quatrième saison est mise en ligne sur Netflix le 23 septembre 2016.
1. Larry aux fourneaux / Promenons-nous dans les bois (Chef Larry / Lost in the Woods)
2. Mini-Rasti / Le Nouveau voisin (Shrink-abeezer / Motato is My Neighbor)
3. Le Bras de fer / Un peu de sérieux (Invisible Arm Wrestling / Silly No More)
4. Bob le cascadeur / Un remplaçant pour Bob (Stunt Driving School / Off the Rails)
5. Quel bazar ! / Bill, la boîte à rythmes (Jimmy and Jerry's Big Mess / Beatbox Bill)
6. Larry somnambule / La Mystérieuse disparition du monocle (Larry the Sleepwalker / The Case of the Missing Monocle)
7. Le Bulldozer / Le Poiroquet secret (Larry Gets a Bulldozer / Bird on the Loose)
8. Bob le boss / Pompier en chef (Leader of the Team / Tina's the Boss)
9. Le Petit chiot / Le Cousin de Larry (The Puppy / Larry's Cousin Comes to Town)
10. Bob et Larry font leur show / Il faut sauver le chat de Mamie (The Bob and Larry Show / Save the Cherry Cat)
11. Les Végécartes / Le Rayon agrandissant (VeggieCards! / Grow-tato)
12. Le Bon Samaricombre / À la conquête de l'espace (The Good Samaricumber / Destination: Space Station!)
13. La Grande Course / Patator (The Big Race / Yambot)

## DVD
Aux États-Unis, deux volumes ont été commercialisés en DVD. Le premier, nommé VeggieTales in the House: Puppies and Guppies, contient huit épisodes et est sorti le 25 mars 2016, tandis que le deuxième, intitulé VeggieTales in The House: Captain LarryBeard and the Search for the Pirate Ship, contient également huit épisodes et est sorti le 18 octobre 2016.

## Distinctions
En 2015, lors de la 42e cérémonie des Daytime Emmy Awards, Les Végétaloufs dans la place est nommée dans la catégorie « meilleur programme d'animation préscolaire ». Deux ans plus tard, lors de la 44e cérémonie des Daytime Emmy Awards, la série est nommée dans la catégorie « meilleur montage son pour un programme d'animation préscolaire ».